# 住友健人
住友 健人（すみとも はやと、1974年10月29日 - ）は、徳島県鳴門市出身の元プロ野球選手（内野手）。

## 来歴・人物
小学2年の時に野球を始め、中学では四国大会で優勝し、全国大会でベスト8になる。鳴門高時代は1年次は1学年上の福田信一らと投手も務めた。3年夏の県大会ベスト4、走攻守の3拍子そろった大型内野手として四国では有名な選手であった。
1992年、プロ野球ドラフト会議においてヤクルトスワローズから2位指名を受け入団。
入団後は、打撃面で伸び悩み一軍出場が得られなかったが、7年目の1999年に一軍公式戦に初出場を含む6試合に出場。しかし、同年限りで現役を引退した。
2007年に、ヤクルト時代の同僚である広永益隆が総監督を務める社会人野球・クラブチームのアークバリアドリームクラブに内野手兼コーチとして入団。翌2008年はコーチ専任となり、その後退部した。
その後、広永が監督を務める中学硬式野球・ヤングリーグの徳島レイダースにコーチとして在籍しながら、2010年以降、四国放送ラジオの四国アイランドリーグplus中継に解説者としても登場している。
2014年3月に学生野球資格を回復。現在は母校・徳島県立鳴門高等学校で硬式野球部のコーチを務め、守備や走塁を指導している。

## 詳細情報

### 年度別打撃成績
| 年 度     | 球 団     | 試 合 | 打 席 | 打 数 | 得 点 | 安 打 | 二 塁 打 | 三 塁 打 | 本 塁 打 | 塁 打 | 打 点 | 盗 塁 | 盗 塁 死 | 犠 打 | 犠 飛 | 四 球 | 敬 遠 | 死 球 | 三 振 | 併 殺 打 | 打 率 | 出 塁 率 | 長 打 率 | O P S |
| --------- | --------- | ----- | ----- | ----- | ----- | ----- | -------- | -------- | -------- | ----- | ----- | ----- | -------- | ----- | ----- | ----- | ----- | ----- | ----- | -------- | ----- | -------- | -------- | ----- |
| 1999      | ヤクルト  | 6     | 9     | 9     | 0     | 0     | 0        | 0        | 0        | 0     | 0     | 0     | 0        | 0     | 0     | 0     | 0     | 0     | 3     | 0        | .000  | .000     | .000     | .000  |
| 通算：1年 | 通算：1年 | 6     | 9     | 9     | 0     | 0     | 0        | 0        | 0        | 0     | 0     | 0     | 0        | 0     | 0     | 0     | 0     | 0     | 3     | 0        | .000  | .000     | .000     | .000  |

### 記録
- 初出場：1999年6月1日、対広島東洋カープ7回戦（山形県野球場）、9回表に宮出隆自の代打として出場
- 初打席：同上、9回表に澤崎俊和の前に空振り三振
- 初先発出場：1999年6月8日、対横浜ベイスターズ10回戦（横浜スタジアム）、8番・二塁手として先発出場

### 背番号
- 36 （1993年 - 1999年）